# O Espigão
O Espigão é uma telenovela brasileira produzida e exibida pela TV Globo de 1 de abril a 30 de outubro de 1974, em 150 capítulos. Substituiu Os Ossos do Barão e foi substituída por O Rebu, sendo a 19.ª "novela das dez" produzida pela emissora.
Escrita por Dias Gomes, teve direção de Régis Cardoso e supervisão de Daniel Filho. A produção musical foi de Guto Graça Mello e Eustáquio Senna, sob a coordenação musical de João Araújo.
Contou com as atuações de Milton Moraes, Betty Faria, Débora Duarte, Cláudio Marzo, Milton Gonçalves, Suely Franco e Rosamaria Murtinho.

## Sinopse
A telenovela girou em torno da desumanização da cidade, de como o progresso descontrolado pode esmagar o ser humano. Conta a história de Lauro Fontana, um empresário megalomaníaco que quer construir o maior hotel do Brasil, o "Fontana Sky", e para isso precisa convencer os Camará, uma família misteriosa, a vender sua mansão, em Botafogo, no Rio de Janeiro, para que ele possa utilizar o imenso terreno para concretizar seu propósito. Junto, a história de Léo, um rapaz que defende a preservação da natureza e cujo destino cruza-se com o de Dora, uma jovem mãe solteira.

## Elenco
| Interprete               | Personagem                                                                        |
| ------------------------ | --------------------------------------------------------------------------------- |
| Milton Moraes            | Lauro Fontana                                                                     |
| Betty Faria              | Lazinha Chave de Cadeia (Paula)                                                   |
| Suely Franco             | Cordélia Morales Fontana                                                          |
| Cláudio Marzo            | Leonardo Muniz (Léo)                                                              |
| Débora Duarte            | Dora Matos                                                                        |
| Vanda Lacerda            | Urânia Camará (Naninha)                                                           |
| Ary Fontoura             | Professor Baltazar Camará (Tatá)                                                  |
| Susana Vieira            | Florentina Camará (Tina)                                                          |
| Carlos Eduardo Dolabella | Márcio Camará (Marcito)                                                           |
| Rosamaria Murtinho       | Elka Escobar                                                                      |
| Mário Lago               | Gabriel Martins                                                                   |
| Mauro Mendonça           | Donatello de Andrade                                                              |
| Milton Gonçalves         | Nonô Alegria das Gringas (Norival)                                                |
| Ruy Rezende              | Dico                                                                              |
| Ana Cristina             | Marly                                                                             |
| Myriam Pérsia            | Olga Maria                                                                        |
| Tomil Gonçalves          | Carlinhos Camará                                                                  |
| Maria Pompeu             | Leda                                                                              |
| Lutero Luiz              | Agenor Tavares (Gigante)                                                          |
| Jardel Mello             | Machado                                                                           |
| Dorinha Duval            | Zilda Machado                                                                     |
| Luís Magnelli            | Celso Padilha                                                                     |
| Maria Lúcia Dahl         | Renata                                                                            |
| Cecil Thiré              | Cleonir Silveira (Silveirinha)                                                    |
| Bibi Vogel               | Dra. Samanta Rios                                                                 |
| Ilka Soares              | Milu Graça Lima                                                                   |
| Rogério Fróes            | Felipe Ramalho                                                                    |
| Gilda Sarmento           | Dr.ª Maria Amélia                                                                 |
| Pietro Mário             | Batista                                                                           |
| Ibanez Filho             | Martiniano Pedreira Camará                                                        |
| Francisco Dantas         | Delegado Moreira                                                                  |
| Estelita Bell            | Marieta (tia de Cordélia)                                                         |
| Marta Anderson           | Elizabeth                                                                         |
| Jackson de Souza         | Seu Otávio (pai de Olga Maria)                                                    |
| Suzy Arruda              | mulher de Sandoval (vizinha do prédio de Donatelo e Tina)                         |
| Tonico Pereira           | Bambolê (bandido fugitivo da cadeia que se esconde na mansão dos Camará no final) |
| Roberto Bonfim           | Vendedor de peixes que discute com Léo                                            |
| Nildo Parente            | Médico de Marcito quando ele tem um surto psicótico                               |
| Vera Lúcia               | Sula                                                                              |
| Joyce de Oliveira        | Mãe de Olga Maria                                                                 |
| Roberto Azevêdo          | Dr. Manoel Travassos (médico que diz a Lauro que ele é estéril)                   |
| Renê Fernandes           | Edinho                                                                            |
| Jorge Luiz               | Luluca                                                                            |
| Aguinaldo Rocha          | Ricardão                                                                          |
| Ana Zelma                | Rosa                                                                              |
| Carlos Adier             | João                                                                              |
| Carlos Eduardo Cipriano  | Saulo                                                                             |
| César Augusto            | Policial                                                                          |
| Dirceu de Mattos         | Amaral                                                                            |
| Ed Heath                 | Capanga de Ricardão                                                               |
| Eleonora Soledade        | Vizinha de Tina                                                                   |
| Emílio Laoin             | Jairo                                                                             |
| Fernando Vilar           | Benedito José de Almeida                                                          |
| Heloísa Raso             | Cliente de Milu                                                                   |
| Ivone Gomes              | Dona Gertrude                                                                     |
| João Vieitas             | Helinho                                                                           |
| Kátia D'Angelo           | Mulher de Padilha                                                                 |
| Marcos José              | Vizinho de Machado e Zilda                                                        |
| Maria Zilda              | Recepcionista                                                                     |
| Miriam Ficher            | Namoradinha de Marcito                                                            |
| Paschoal Villaboim       | Policial                                                                          |
| Régis Cardoso            | Motorista                                                                         |
| Renato Coutinho          | Dono da galeria de arte                                                           |
| Tereza Cristina          | Beatriz                                                                           |

## Exibição
A telenovela originalmente foi exibida na TV Globo Rio de Janeiro de 01 de Abril a 30 de Outubro de 1974, enquanto na emissora de São Paulo os capítulos foram ao ar de 03 de Abril a 01 de Novembro do mesmo ano. 

### Tentativa de reprise
Ela seria reprisada a partir de 9 de agosto de 1982, substituindo a minissérie Quem Ama Não Mata. Porém, essa reprise não aconteceu, tendo sido impedida dias antes. A Globo jogou a culpa no governo federal, mas o impedimento não veio apenas dele. Também tiveram culpa as empresas imobiliárias, pois temeram a volta da novela, que denunciava as falcatruas e ações ilegais do setor. Caso a telenovela voltasse, as empresas imobiliárias não fariam mais anúncios no classificado do Jornal O Globo. A Globo cedeu à pressão e no lugar da novela, colocou um especial sobre o pastor suicida Jim Jones.

A história do personagem Lauro Fontana, interpretado por Milton Moraes, teria sido inspirado na figura polêmica do corretor de imóveis Sérgio Dourado, que inaugurava inúmeros empreendimentos imobiliários no Rio de Janeiro na década de 1970. O autor da novela Dias Gomes, disse em sua autobiografia Apenas Um Subversivo que foi convocado para uma reunião emergencial na sede da emissora:
"Sérgio Dourado era o dono de uma empresa imobiliária que estava destruindo o Rio de Janeiro, derrubando casas e mais casas para construir horrendos prédios de apartamentos. (…) Sérgio Dourado enfiara a carapuça porque eu mandara pesquisar o dia a dia do comércio imobiliário para poder escrever com segurança."
Em entrevista à revista Amiga, Dias Gomes disse:
“Há uma identidade natural com diversas pessoas porque a novela fala de coisas que existem na realidade e que todos estão acostumados a ver diariamente. Porém, não houve nenhuma intenção da minha parte em fazer biografia de quem quer que fosse.”

### Estado de conservação
Em 2023, após grande especulação do público, Erick Bretas, o então diretor executivo do Globoplay, respondeu o comentário de um usuário da rede social Twitter confirmando que a novela estava em condições de ser disponibilizada e que seria adicionada ao catálogo no ano seguinte.
Foi reapresentada no Viva Fast, a versão online e gratuita do canal por assinatura, de 22 de julho de 2024 a 13 de fevereiro de 2025, substituindo Locomotivas. Foi também a última telenovela do Viva 70 Fast, já que no dia 16 de dezembro de 2024, foi iniciado o processo de fusão com o Viva 80 Fast, sendo concluído no dia 26 e a trama sendo mantida na grade do canal normalmente, agora assinando como Viva Fast.

### Outras Mídias
Em 8 de abril de 2024, foi disponibilizada pelo Globoplay, como parte do Projeto Resgate. No entanto, o capítulo 28 não pôde ser recuperado devido as más condições da fita original, somando assim 149 capítulos disponíveis.

## Recepção
A novela foi elogiada por sua inovação ao abordar sobre especulação imobiliária e popularizando o termo "espigão" para se referir a prédios altos.
A telenovela foi indicada ao APCA com as atrizes Susana Vieira e Betty Faria sendo premiadas na categoria de melhores atrizes. O Espigão também foi premiado com o Troféu Imprensa de melhor novela de 1974 e melhor ator para Milton Moraes.
A telenovela teve média geral de 28 pontos.

## Trilha sonora
Quando foi anunciada a reprise, em 1982, a trilha sonora nacional foi relançada.

### Nacional
1. "Malandragem Dela" - Tom e Dito (tema de Lazinha)
2. "Botaram Tanta Fumaça" - Tom Zé
3. "Subindo o Espigão" - Betinho
4. "Alfazema" - Walker
5. "Você Vai Ter Que Me Aturar" - Sônia Santos
6. "O Espigão" - Zé Rodrix (tema de abertura)
7. "Pela Cidade" - Bertrame e Conjunto Azimute
8. "Retrato 3X4" - Alceu Valença
9. "Na Sombra da Amendoeira" - Os Lobos (tema de Carlinhos)
10. "Cildada" - Pery Ribeiro
11. "Nonô, Rei das Gringas" - Djalma Dias (tema de Nonô)
12. "Berceuse" - Tuca
13. "Último Andar" - Benito di Paula

- Sonoplastia: Antônio Faya
- Músicas: Zé Rodrix
- Coordenação geral: João Araújo

### Internacional
1. "The Ballad of Danny Bayley" - Elton John
2. "Save The Sunlight" - Dennis Yost & The Classics IV
3. "Dancing Machine" - The Jackson Five
4. "We Can Make It Happen Again" - The Stylistics (tema de Marcito)
5. "When The Fuel Runs Out" - Executive Suite
6. "Lady It's Time To Go" - Stu Nunnery (tema de Lauro)
7. "You Are All The Sunshine" - Evan Pace
8. "Tell Me a Lie" - Sami Jo
9. "Rock Your Baby" - George McCrae
10. "Pledging My Love" - Diana Ross & Marvin Gaye
11. "Another Day" - Paul Jones
12. "There's Nothing Is Rather Do" - Kevin Johnson
13. "The Loneliest House On The Block" - Little Anthony & The Imperials (tema de Tina)
14. "What Can I Do?" - Summer Breeze

- Auto Chase - Johnny Pate
- Brother (Title) - Johnny Pate and Adam Wade
- Brother On The Run - Johnny Pate
- B-Xo Noi 47A - Anthony Braxton
- Cotton Boy Blues - Jimmy McGriff
- En Route To Maude's - Johnny Pate
- Farewell - Georges Delerue
- First Morning - Lalo Schifrin
- Frankenstein - Edgar Winter Group
- I Tuoi Sospiri - Bruno Nicolai
- Money - Pink Floyd
- Ms. Johnston's Sex Scene - Johnny Pate
- Obscured By Clouds - Pink Floyd
- One Of These Days - Pink Floyd
- O Som da Criançola - Luciano Perrone
- Samba Vocalizado - Luciano Perrone
- Spirit Of Summer - Deodato
- Teorema - Ennio Morricone
- Theme Of The Day Of The Dolphin - Georges Delerue
- Time - Pink Floyd
- Traveling Theme - The Clay Pitts Orchestra
- Walk That Kat - The Clay Pitts Orchestra
- We Can Make It Happen Again - Carlos Eduardo Dolabella